# Poul Vynne
Poul Hedegaard Vynne (22. marts 1906 i København – 2. august 1971) var en dansk sløjdskoleforstander i Askov.

## CV
- uddannet som snedker
- påbegyndt landbrugsuddannelse
- indehaver af ismejeri
- 1935 sløjdlærereksamen fra Askov Sløjdlærerskole
- 1936 lærereksamen fra Skårup Seminarium
- leder af sommerkurser på Askov Sløjdlærerskole
- 1938 købt Askov Sløjdlærerskole af Anders Nielsen
- 1938–1963 forstander for Askov Sløjdlærerskole
- 1956-1969 Undervisningsministeriets tilsynsførende med Askov-sløjd

Poul Vynnes løbebane blev ændret af, at han mistede et ben; derfor afbrød han landbrugsuddannelsen.

## Skrifter
- Poul Vynne: Ungdomssløjd til Ungdomsskoler, Aftenskoler, Husflidsskoler. 1939.
- Poul Vynne: Manuelt Arbejde i Opdragelsens Tjeneste. Artikel i Fyns Venstreblad, 1. juli 1948
- Poul Vynne: Værktøjs- og materialelære – træsløjd. Askov 1956.
- Poul Vynne: Øvelseslære – træsløjd. Askov 1958.
- Sløjdbilleder fra Askov ved Aksel Sørensen og Poul Vynne udgivet af Sløjdforeningen af 1902, ringbind 71 sider, 2. oplag 1963

## Profil
Poul Vynne var indstillet på et samarbejde med den anden sløjdlærerskole i Danmark, Dansk Sløjdlærerskole, men det blev tilbagevist af dennes forstander G.F. Krog Clausen, men da han døde i 1949, kom der et samarbejde i stand med hans efterfølger, Keld Pedersen (1913-2003). Den fulde forsoning mellem Dansk Skolesløjd og Askov Skolesløjd i 1978 nåede Vynne imidlertid ikke at opleve, da han døde 7 år forinden. Af helbredsgrunde gik Vynne af som forstander allerede som 57-årig, men fortsatte nogle år endnu som tilsynsførende med Askov-sløjd.